# Lucenay-le-Duc
Lucenay-le-Duc település Franciaországban, Côte-d’Or megyében. Lakosainak száma 197 fő (2022. január 1.). Lucenay-le-Duc Chaume-lès-Baigneux, Touillon, Bussy-le-Grand, Éringes, Étormay, Fontaines-en-Duesmois és Fresnes községekkel határos.

## Népesség
A település népességének változása:
| Lakosok száma | 242  | 200  | 209  | 201  | 208  | 193  | 187  | 183  | 187  | 197  |
|               | 1968 | 1982 | 1990 | 2006 | 2013 | 2015 | 2017 | 2019 | 2020 | 2022 |